# Jiaoxi (köping i Kina, Shandong)
Jiaoxi (kinesiska: 胶西镇, 胶西) är en köping i Kina. Den ligger i provinsen Shandong, i den östra delen av landet, omkring 260 kilometer öster om provinshuvudstaden Jinan. Antalet invånare är 59552. Befolkningen består av 29 818 kvinnor och 29 734 män. Barn under 15 år utgör 17,0 %, vuxna 15-64 år 70 %, och äldre över 65 år 12,0 %.
Genomsnittlig årsnederbörd är 757 millimeter. Den regnigaste månaden är juli, med i genomsnitt 239 mm nederbörd, och den torraste är januari, med 11 mm nederbörd.